# Aymara Lorenzo
Aymara Lorenzo Ferrigni (Caracas, 26 de diciembre de 1972) es una periodista, locutora y productora venezolana con experiencia desde 1993 en medios impresos, audiovisuales y digitales. 
Es integrante de la junta directiva del Instituto Prensa y Sociedad, capítulo Caracas. En la actualidad es corresponsal de medios internacionales y dirige su propia empresa consultora en comunicaciones.

## Reseña biográfica

### Formación académica
Es licenciada en Comunicación Social, mención impresos en la Universidad Católica Andrés Bello (1995) y está en la elaboración del proyecto de tesis de grado en la maestría de Ciencia Política en la Universidad Simón Bolívar. Su línea de investigación es la Sociología Militar.[cita requerida]
Ha participado en diversos cursos, seminarios y talleres en Venezuela, Colombia y Estados Unidos, entre los que destaca el curso de corresponsal de guerra, dictado por el Ministerio de la Defensa de Venezuela (1997);  seminario “Rol de los medios de comunicación social en democracia”, auspiciado por el Departamento de Estado, Estados Unidos (2004); seminario "Evaluación, prospectiva e impacto del Plan Colombia", dictado por el Centro de Estudios Estratégicos sobre Seguridad y Defensa Nacionales, Colombia (2004); taller especializado de periodismo de investigación del Centro Latinoamericano de Periodismo (CELAP) y del Instituto Prensa y Sociedad, Venezuela (2007).

### Formación profesional
Antes de graduarse, incursionó en el mundo radial como productora en Kiss 101.5 FM Archivado el 14 de septiembre de 2016 en Wayback Machine. y periodista en la unidad de investigación del diario El Mundo(1993).  Su inicio en la televisión fue en Omnivisión (1993), luego pasó a Venevisión (1995) para después trabajar en el canal CMT, donde comenzó a cubrir las fuentes de alto gobierno y militar (1996) y como ancla en el noticiario de ese canal.[cita requerida]
Este paso por los medios nacionales le abrió las puertas para asumir durante tres años la corresponsalía en Venezuela de la cadena televisiva estadounidense CBS Noticias (1999). Durante 13 años en el canal Globovisión (2001) desarrolló una parte importante de su carrera periodística como reportera e investigadora en el tema militar. De este período, destaca la cobertura que hizo en San Vicente del Caguán, cuando fue creada la zona de distensión por el presidente Andrés Pastrana, y la entrevista que hizo al guerrillero colombiano Manuel Marulanda.
Posteriormente, formó parte del equipo del programa matutino Primera Página, en esta etapa profesional es muy recordada la entrevista a María Bolívar, candidata a las elecciones presidenciales en Venezuela (2012), quien le pidió una “ayudaíta” a la periodista ante una pregunta que no supo responder. 
En su último año dentro del canal, inició un proyecto de entrevistas a líderes, entre las que sobresalen sus conversaciones con los expresidentes latinoamericanos Álvaro Uribe, Vicente Fox, Alejandro Toledo, Eduardo Frey, Carlos Mesa Gisbert.[cita requerida]
Aymara Lorenzo también ha incursionado en la revista Exceso y el semanario Descifrado, así como en el medio radial como conductora de programas informativos y de opinión en Kiss 101.5 FM (2006) y Frecuencia Mágica 91.9 FM (2009) en Caracas, Venezuela.
Aunque se separó de los medios de comunicación tradicionales en Venezuela, continúa ejerciendo el periodismo, ahora de forma independiente, escribiendo para algunos portales de información como El Estímulo.  Considerada como una de las mejores entrevistadoras de Venezuela,[cita requerida] es precisamente la entrevista el género periodístico que más le apasiona.  Destacan las conversaciones con el Secretario de la Organización de Estados Americanos (OEA), Luis Almagro, y con Ricardo Hausmann, director del Centro para el Desarrollo Internacional y profesor de Economía del Desarrollo en la Kennedy School of Government de la Universidad de Harvard. 
En su faceta fuera de los medios de comunicación, Aymara Lorenzo se desempeña como consultora estratégica comunicacional en el área corporativa y política. En esta última se ha especializado en el adiestramiento de voceros.

## Coberturas periodísticas
- Como corresponsal para la cadena CBS Noticias, cubrió la Tragedia de Vargas, Venezuela (1999), considerado como uno de los peores desastres naturales ocurrido en el país desde el terremoto de 1812.

- Proceso de negociación entre la guerrilla colombiana FARC y el gobierno de Andrés Pastrana, en San Vicente del Caguán, Colombia (2001).

- Cumbre presidencial Chávez-Uribe en Puerto Ordaz, Venezuela (2001).

- Hechos políticos del Golpe de Estado en Venezuela de 2002 que sacaron del poder por unas horas al entonces presidente de Venezuela, Hugo Chávez Frías.

- Juicio a los presuntos paramilitares colombianos detenidos en Venezuela (2004-2005).

## Premios y reconocimientos
- Premio otorgado por el Instituto de Altos Estudios de la Defensa Nacional (IAEDEN) por su trabajo periodístico en televisión, fuente militar (1997).

- Premio Quetzal “Periodista del año”, México-Caracas (2003).[cita requerida]